# Muara Ketalo (Tebo Ilir)
Muara Ketalo is een bestuurslaag in het regentschap Tebo van de provincie Jambi, Indonesië. Muara Ketalo telt 1939 inwoners (volkstelling 2010).